# Илектрик Лайт Оркестра
Вижте пояснителната страница за други значения на ЕЛО.
Илектрик Лайт Оркестра (на английски: Electric Light Orchestra), известна още като ЕЛО, е успешна бирмингамска рок група от 1970-те и 1980-те. От 1971 до 1986 г. имат дванадесет студийни албума, към които се прибавя още един от 2001 година. Групата е основана от Рой Уд, Джеф Лин и Бев Биван през 1971 година. Тя е израз на желанието на Уд и Лин да правят модерен рок и поп с класически мотиви. Уд напуска след първата плоча и на Лин се пада отговорността да аранжира и пише всичките композиции на групата, както и да продуцира албумите ѝ.
Първите сингли са застигнати от успех в Обединеното кралство, но отначало той е още по-силен в Щатите, където те са рекламирани като „Англичаните с големите цигулки“. В родната Британия те получават по-хладни оценки. До към средата на 70-те, те са едни от най-успешните, спрямо приходите си, групи. От 1972 г. до 1986 г. дават 27 хит сингъла в Топ 40 на ОК и САЩ, като 20 са в Топ 20 на ОК, а 15 – в Топ 20 на Щатите. Групата притежава рекорда за най-много хитове в топ 40 на Билборд Хот 100, общо 20, които са най-много за коя да е група в Американската класация без сингъл номер едно.

## Дискография
1971 Electric Light Orchestra
- „Roll Over Beethoven“ (#72)

1972 No Answer
1973 Electric Light Orchestra II
1973 On The Third Day
- „Showdown“ (#59)
- „Daybreaker“ (#87)

1974 Eldorado
- „Can't Get It Out Of My Head“ (#9)

1975 Face the Music
- „Evil Woman“ (#10)
- „Strange Magic“ (#14)

1976 A New World Record
- „Telephone Line“ (#7)
- „Livin' Thing“ (#13)
- „Do Ya“ (#24)

1977 Out of the Blue
- „Turn to Stone“ (#13)
- „It's Over“ (#75)
- „Sweet Talkin' Woman“ (#17)
- „Mr. Blue Sky“ (#35)

1979 Discovery
- „Shine a Little Love“ (#8)
- „Confusion“ (#37)
- „Last Train to London“ (#39)
- „Don't Bring Me Down“ (#4)

1980 Xanadu (саундтрак)
- „All Over the World“ (#13)
- „I'm Alive“ (#16)
- „Xanadu“ (#8)

1981 Time
- „Twilight“ (#38)
- „Hold On Tight“ (#10)

1983 Secret Messages
- „Four Little Diamonds“ (#86)
- „Rock and Roll is King“ (#19)

1986 Balance of Power
- „Calling America“ (#18)

2001 Zoom
2003 ELO 2 – Lost Planet
2003 First Light Series